# Kritische Waffengänge
Kritische Waffengänge war eine deutsche Literaturzeitschrift, die von 1882 bis 1884 in sechs Ausgaben erschien. Sie wurde von Heinrich Hart und Julius Hart herausgegeben und im Verlag Otto Wigand in Leipzig veröffentlicht.
Die Brüder Hart kamen 1881 aus Münster nach Berlin und knüpften schnell Kontakte in den fortschrittlichen literarischen Zirkeln, aus denen in den 1880er Jahren die neue literarische Strömung des Naturalismus entstand. Die kritischen Waffengänge trugen zu dieser Entwicklung entscheidend bei. Julius und Heinrich Hart verfassten alle Beiträge der Zeitschrift selbst; sie kritisierten das (aus ihrer Sicht) Epigonale, Verlogene und Verflachte der damaligen deutschen Literatur. Sie forderten mehr Realismus: Die Literatur sollte sich mit der Wirklichkeit auseinandersetzen, anstatt ins bloß Unterhaltsame auszuweichen.
In Wozu? Wogegen? Wofür?, einem von den Hart-Brüdern gemeinsam verfassten Aufsatz aus der ersten Ausgabe, fordern sie eine Revolutionierung der deutschen Literatur und eine Abkehr von der Mittelmäßigkeit. Sie wollen an die Natürlichkeit und Gefühlstiefe des Sturm und Drang anknüpfen.

## Inhalt der einzelnen Hefte
- Heft 1 (1882)

S. 3–8: Wozu, Wogegen, Wofür?
S. 9–58: Der Dramatiker Heinrich Kruse
- Heft 2 (1882)

S. 3–8: Offener Brief an den Fürsten Bismarck
S. 9–43: Paul Lindau als Kritiker
S. 44–55: Für und gegen Zola
- Heft 3 (1882)

S. 3–51: Hugo Bürger
S. 52–68: Ein Lyriker à la mode
- Heft 4 (1882)

S. 3–69: Das „Deutsche Theater“ des Herrn L’Arronge
- Heft 5 (1883)

S. 3–64: Graf Schack als Dichter
- Heft 6 (1884)

S. 3–74: Friedrich Spielhagen und der deutsche Roman der Gegenwart

## Quelle
- Friedel Wallesch: Kritische Waffengänge. In: Herbert Greiner-Mai (Hg.): Kleines Wörterbuch der Weltliteratur. VEB Bibliographisches Institut Leipzig 1983. S. 156.